# 河鼓 (月球)

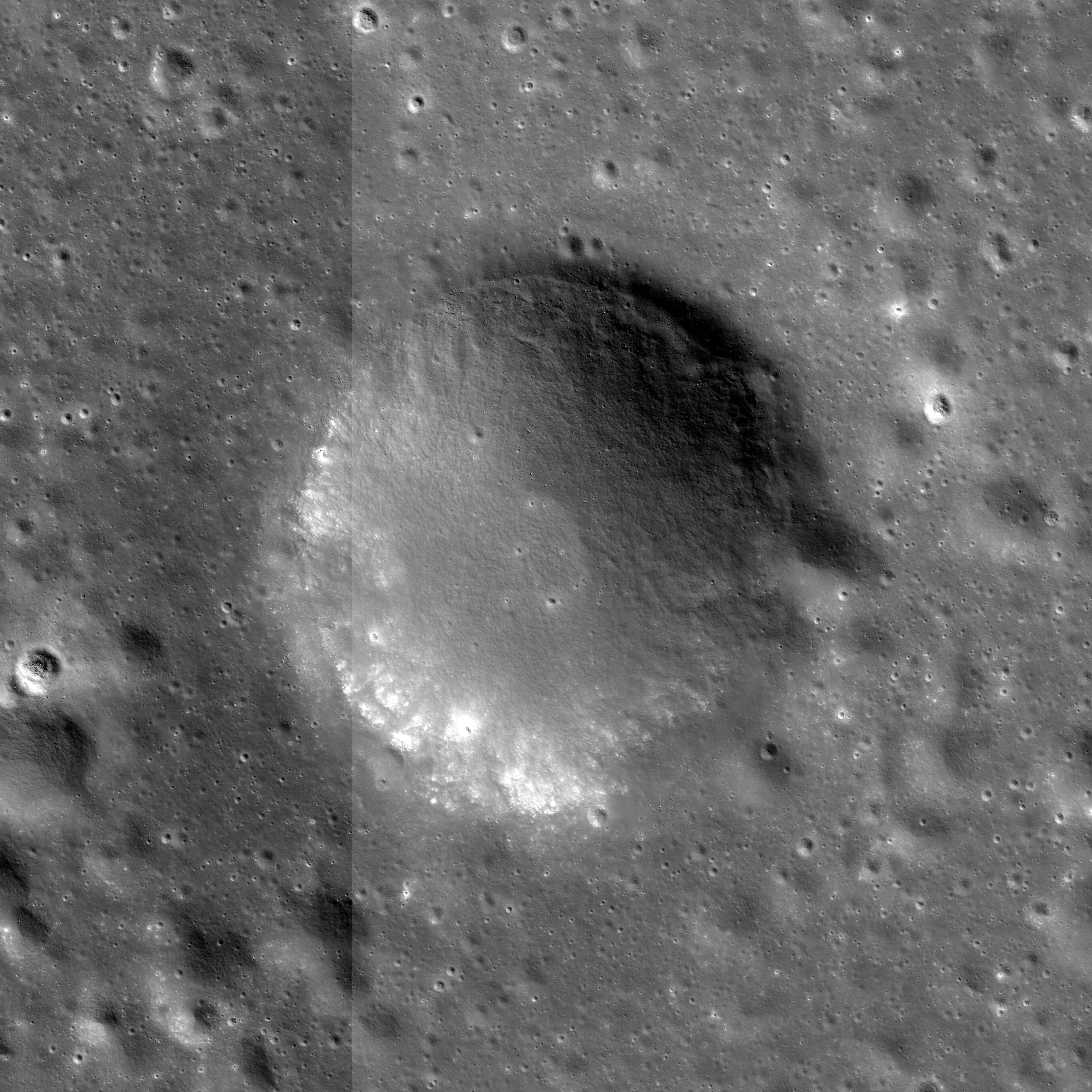
河鼓陨石坑

河鼓，是天河基地附近的陨石坑，其中心点位于46.3°S、177.57°E，直径为2.2公里。2019年2月4日被命名为“河鼓”。

## 命名
2019年1月，中国利用嫦娥二号和嫦娥四号高分辨月面影像数据，向国际天文学联合会申报了“河鼓”的命名，以中国古代星官河鼓为名。河鼓包含牛郎星，牛郎也是中国民间传说牛郎织女的主人公。2月4日获得国际天文学联合会批准，并于2月15日由中国国家航天局、中国科学院和国际天文学联合会联合发布。